# Maciej Bielecki
Maciej Bielecki (Białystok, 19 maggio 1987) è un pistard polacco. Specialista delle gare veloci, attivo come Elite/Under-23 dal 2006, è stato campione europeo 2016 di velocità a squadre, in team con Kamil Kuczyński, Mateusz Rudyk e Mateusz Lipa, e ha partecipato a due edizioni dei Giochi olimpici (Pechino 2008 e Londra 2012).

## Palmarès
- 2010

Grand Prix Vienna #1, Velocità a squadre (Vienna, con Kamil Kuczyński e Damian Zieliński)
Grand Prix Vienna #2, Velocità a squadre (Vienna, con Adrian Tekliński e Damian Zieliński)
- 2013

Campionati polacchi, Velocità a squadre (con Kamil Kuczyński e Damian Zieliński)
- 2016

Campionati europei, Velocità a squadre (con Kamil Kuczyński, Mateusz Rudyk e Mateusz Lipa)
- 2017

Grand Prix Minsk, Velocità a squadre (Minsk, con Mateusz Lipa e Rafał Sarnecki)
Campionati polacchi, Velocità a squadre (con Mateusz Milek e Damian Zieliński)
Grand Prix Poland, Velocità a squadre (Pruszków, con Marcin Czyszczewski e Mateusz Lipa)
- 2018

Grand Prix Poland, Velocità a squadre (Pruszków, con Krzysztof Maksel e Rafał Sarnecki)
- 2019

Grand Prix Poland, Velocità a squadre (Pruszków, con Patryk Rajkowski e Mateusz Rudyk)

## Piazzamenti

### Competizioni mondiali
- Campionati del mondo su pista

Palma di Maiorca 2007 - Velocità a squadre: 9º
Palma di Maiorca 2007 - Velocità: 34º
Manchester 2008 - Velocità a squadre: 11º
Manchester 2008 - Velocità: 41º
Pruszków 2009 - Velocità a squadre: 5º
Ballerup 2010 - Velocità a squadre: 9º
Apeldoorn 2011 - Velocità a squadre: 8º
Apeldoorn 2011 - Velocità: 43º
Melbourne 2012 - Velocità a squadre: 9º
Cali 2014 - Velocità a squadre: 7º
Hong Kong 2017 - Velocità a squadre: 4º
Pruszków 2019 - Velocità a squadre: 7º
Berlino 2020 - Velocità a squadre: 8º
Glasgow 2023 - Velocità a squadre: 8º
- Giochi olimpici

Pechino 2008 - Velocità a squadre: 13º
Londra 2012 - Velocità a squadre: 10º

### Competizioni continentali
- Campionati europei su pista

Cottbus 2007 - Velocità a squadre Under-23: 2º
Pruszków 2008 - Velocità a squadre Under-23: 3º
Pruszków 2008 - Velocità Under-23: 15º
Minsk 2009 - Velocità a squadre Under-23: 3º
Pruszków 2010 - Velocità a squadre: 4º
Apeldoorn 2011 - Velocità a squadre: 3º
Apeldoorn 2011 - Velocità: 17º
Panevėžys 2012 - Velocità a squadre: 2º
Saint-Quentin-en-Yvelines 2016 - Velocità a squadre: vincitore
Berlino 2017 - Velocità a squadre: 7º
Glasgow 2018 - Velocità a squadre: 4º
Apeldoorn 2019 - Velocità a squadre: 6º
Grenchen 2021 - Velocità a squadre: 3º
Grenchen 2023 - Velocità a squadre: 5º
Apeldoorn 2024 - Velocità a squadre: 3º